# Bioraffinage
Bioraffinage is een vorm van raffinage die wordt toegepast op biomassa. Door middel van bioraffinage kunnen meerdere bestanddelen (fracties) uit de biomassa worden gewonnen. Bioraffinage is een sleuteltechnologie bij het realiseren van een bio-based economie, waarvoor nieuwe duurzame waardeketens ontwikkeld moeten worden (cascadering).

## Classificatie van bioraffinage-concepten
Het Internationaal Energieagentschap heeft de ‘IEA Bioenergy Task 42 on Biorefineries’ opgezet met als doel de verdere uitwerking van het concept bioraffinage. Binnen deze Task wordt bioraffinage onderverdeeld in de volgende componenten:
- Biomassa

De grondstof waarop bioraffinage wordt toegepast, bestaande uit zowel voor energie verbouwde gewassen als reststromen.
- Conversie methoden

De verschillende methoden waarmee biomassa wordt geraffineerd tot tussen- of eindproducten.
- Platforms

Tussenproducten die ontstaan door bioraffinage, die verder verwerkt kunnen worden tot eindproducten. Voorbeelden zijn syngas, suikers en eiwitten.
- Producten

Het eindproduct dat mede door bioraffinage tot stand is gebracht. Hierbij wordt een onderscheid gemaakt tussen materialen (voedsel, bouwmaterialen, chemicaliën, polymeren) en brandstoffen of andere energieproducten (bio-ethanol, warmte, elektriciteit).

## Conversiemethoden
Er bestaan verschillende methoden om biomassa in meerdere fracties op te delen. Meerdere methoden kunnen na elkaar worden ingezet om het eindproduct te verkrijgen.
- Mechanisch

Er bestaan verschillende mechanische scheidingstechnologieën waarbij de biomassa door middel van apparatuur wordt verwerkt. Deze apparatuur werkt onder meer door te persen, filteren, extraheren, centrifugeren en te perforeren. Dit is meestal een eerste stap tijdens een bioraffinageproces.
- Chemisch

Met de toevoeging van chemicaliën kan de biomassa verder gescheiden worden. Lignocellulose-houdende biomassa zoals hout kan worden afgebroken in aparte fracties van cellulose, hemicellulose en lignine door de toevoeging van bijvoorbeeld zuur of loog en een verhoogde temperatuur.
- Biochemisch

Het omzetten van de biomassa in aparte fracties kan ook door middel van organische processen worden gerealiseerd. Enzymen, bacteriën of schimmels worden gebruikt om vergisting of fermentatie tot stand te brengen.
- Thermochemisch

Alle bioraffinage processen waarbij de biomassa wordt afgebroken door middel van hoge temperaturen vallen onder de thermochemische processen. Afhankelijk van de temperatuur en de hoeveelheid zuurstof kunnen verschillende reacties ontstaan. Verbranding (veel zuurstof), vergassing (weinig zuurstof), pyrolyse (geen zuurstof) en torrefactie (geen zuurstof, lage temperatuur) behoren tot de bekendste methoden.